# NGC 793
NGC 793 é uma estrela dupla na direção da constelação de Triangulum. O objeto foi descoberto pelo astrônomo Gerhard Lohse em 1886, usando um telescópio refrator com abertura de 15,5 polegadas. 